# Дискографія Modern Talking
Дискографія Modern Talking, німецького поп-дуету складається з дванадцяти студійних альбомів, вісімнадцяти збірок, трьох відеоальбомів і дваддцяти синглів.

## Студійні альбоми
| Рік  | Альбом                                                            | Найвищі позиції в чартах | Найвищі позиції в чартах | Найвищі позиції в чартах | Найвищі позиції в чартах | Найвищі позиції в чартах | Найвищі позиції в чартах | Найвищі позиції в чартах | Найвищі позиції в чартах | Найвищі позиції в чартах | Сертифікації                                                                |
| Рік  | Альбом                                                            | AT                       | BE                       | CH                       | DE                       | FI                       | HU                       | NL                       | NO                       | SE                       | Сертифікації                                                                |
| ---- | ----------------------------------------------------------------- | ------------------------ | ------------------------ | ------------------------ | ------------------------ | ------------------------ | ------------------------ | ------------------------ | ------------------------ | ------------------------ | --------------------------------------------------------------------------- |
| 1985 | The 1st Album Деталі - Реліз: 14 квітня - Лейбл: Hansa            | 2                        | 3                        | 2                        | 1                        | 1                        | —                        | 9                        | 5                        | 12                       | Список - : Платиновий                                                       |
| 1985 | Let's Talk About Love Деталі - Реліз: 2 лютого - Лейбл: Hansa     | 4                        | 3                        | 1                        | 2                        | 2                        | —                        | 16                       | 3                        | 4                        | Список - : Платиновий                                                       |
| 1986 | Ready for Romance Деталі - Реліз: 22 березня - Лейбл: Hansa       | 1                        | 1                        | 1                        | 1                        | 3                        | —                        | 7                        | 5                        | 6                        | Список - : Платиновий                                                       |
| 1986 | In the Middle of Nowhere Деталі - Реліз: 16 травня - Лейбл: Hansa | 2                        | 2                        | 3                        | 1                        | 12                       | —                        | 19                       | 8                        | 9                        | Список - : Золотий                                                          |
| 1987 | Romantic Warriors Деталі - Реліз: 30 квітня - Лейбл: Hansa        | 6                        | 2                        | 8                        | 3                        | 7                        | —                        | 35                       | 10                       | 15                       |                                                                             |
| 1987 | In the Garden of Venus Деталі - Реліз: 26 серпня - Лейбл: Hansa   | —                        | 17                       | —                        | 35                       | 24                       | —                        | —                        | —                        | 49                       |                                                                             |
| 1998 | Back for Good Деталі - Реліз: 25 травня - Лейбл: Hansa            | 1                        | 2                        | 1                        | 1                        | 1                        | 1                        | 3                        | 1                        | 1                        | Список - : 2×Платиновий - : 5×Золотий - : Платиновий                        |
| 1999 | Alone Деталі - Реліз: 1 травня - Лейбл: Hansa                     | 2                        | —                        | 3                        | 1                        | 4                        | 1                        | —                        | 9                        | 5                        | Список - : Золотий - : Платиновий - : Платиновий - : Золотий - : Платиновий |
| 2000 | Year of the Dragon Деталі - Реліз: 21 квітня - Лейбл: Hansa       | 5                        | —                        | 4                        | 3                        | 22                       | 3                        | —                        | 26                       | 28                       | Список - : Платиновий                                                       |
| 2001 | America Деталі - Реліз: 6 травня - Лейбл: Hansa                   | 7                        | —                        | 10                       | 2                        | —                        | 5                        | —                        | —                        | 37                       | Список - : Золотий                                                          |
| 2002 | Victory Деталі - Реліз: 14 лютого - Лейбл: Hansa                  | 7                        | —                        | 14                       | 1                        | —                        | 10                       | —                        | —                        | —                        | Список - : Золотий                                                          |
| 2003 | Universe Деталі - Реліз: 28 червня - Лейбл: Hansa                 | 10                       | —                        | 25                       | 2                        | —                        | 24                       | —                        | —                        | —                        | Список - : Золотий                                                          |